# Марченки (Диканьский район)
Марченки (укр. Марченки) — село,
Балясненский сельский совет,
Диканьский район,
Полтавская область,
Украина.
Код КОАТУУ — 5321081304. Население по переписи 2001 года составляло 164 человека.

## Географическое положение
Село Марченки находится на берегу реки Гараганка,
выше по течению примыкает село Елизаветовка,
ниже по течению на расстоянии в 1 км расположено село Поповка.
Рядом проходит автомобильная дорога Т-1721.